# I Think We're Alone Now
I Think We're Alone Now is een Amerikaanse post-apocaliptische sciencefictionfilm uit 2018, geregisseerd door Reed Morano.

## Verhaal
Del woont letterlijk alleen op de wereld nadat de mensheid op hem na volledig is uitgeroeid. In het klein dorp waar hij woont gaat hij methodisch elk huis af om batterijen en andere nuttige voorwerpen te verzamelen en de doden te begraven. Hij brengt zijn dagen door met lezen en films kijken in de lokale bibliotheek waar hij zich gevestigd heeft. Hij is best gelukkig in zijn kluizenaarsbestaan tot hij Grace ontdekt, een indringer in zijn stille omgeving. Hoewel haar geschiedenis en motieven duister zijn, wil ze blijven en onverwachts groeit er een sterke band tussen hen.

## Rolverdeling
| Acteur         | Personage |
| -------------- | --------- |
| Peter Dinklage | Del       |
| Elle Fanning   | Grace     |

## Release
I Think We're Alone Now ging op januari 2018 in première op het Sundance Film Festival in de U.S. Dramatic Competition.